# Lynda Kinkade
Lynda Kinkade (Sídney, Australia, 10 de enero de 1983) es una periodista australiana y presentadora, radicada en los Estados Unidos que actualmente trabaja en la sede mundial de CNN en Atlanta, Georgia. Desde agosto de 2014, ha presentado las ediciones de fin de semana de CNN Newsroom de CNN International y continúa presentando varios programas de lunes a viernes que completan el programa de horario estelar europeo The World Right Now, el programa de horario estelar de Medio Oriente Connect the World y el programa de desayuno de Asia CNN Today.

## Carrera profesional
Kinkade comenzó su carrera televisiva en 2002 cuando se unió a Seven Network en su segundo año de universidad como investigadora política. Trabajó en la cobertura de las elecciones estatales de Nueva Gales del Sur de 2003. Su investigación sobre cada electorado en Nueva Gales del Sur fue publicada y utilizada durante la cobertura electoral por los presentadores, reporteros y productores.
Después de las elecciones, Kinkade fue contratada por Sunrise y trabajó los turnos de noche como productora júnior durante su último año de universidad.
Después de completar su título en la Universidad Tecnológica de Sídney con un promedio de distinción. Kinkade se mudó al país para adquirir experiencia de campo trabajando como reportera itinerante para NBN Television en Newcastle, Nueva Gales del Sur, Tweed Heads, Nueva Gales del Sur, Lismore, Nueva Ballenas del sur.
Kinkade se unió a Nine Network doce meses después, en diciembre de 2004, como jefa adjunta de personal, y luego se convirtió en productora y reportera de Today, Nine Afternoon News, Nightline y Nine News Sydney. También presentó la edición de fin de semana de Qantas Inflight News. Durante sus cuatro años en la cadena, Kinkade trabajó en coberturas que incluyeron el accidente de Nias Island Sea King en el 2005, la muerte del Santo Papa Juan Pablo II, el terremoto y tsunami del Océano Índico en el 2004 y los disturbios de Cronulla en 2005.
En diciembre de 2008, Kinkade se mudó a Melbourne y se reincorporó a Seven Network como corresponsal nacional del programa nocturno de asuntos públicos Today Tonight. Kinkade llevó a cabo una serie de investigaciones que incluyeron entrevistas individuales con el primer ministro australiano Kevin Rudd y el exvicepresidente estadounidense Al Gore. También informó extensamente sobre los incendios forestales del Sábado Negro y fue la primera reportera en un convoy con familias que regresaban a la ciudad devastada de Kinglake, Victoria. Kinkade fue una reportera habitual en el Abierto de Australia y los Premios Logie. Sus entrevistas de entretenimiento incluyeron a John Travolta, Toni Collette, Rachel Griffiths y Jennifer Hawkins.
En diciembre de 2013, Kinkade renunció a Seven Network y se mudó a la ciudad de Nueva York para trabajar como corresponsal extranjero independiente.
Cubrió noticias de última hora y presentó informes para Sunrise, Seven News y Today Tonight. También escribió para The Courier-Mail y The Daily Telegraph. Sus historias incluyen la explosión de gas en East Harlem en 2014, el brote de la enfermedad del virus del Ébola y el derribo del vuelo 17 de Malaysia Airlines y la ola de frío de principios de 2014 en América del Norte conocida como "Polar Vortex".
Kinkade comenzó a viajar desde la ciudad de Nueva York a Atlanta en agosto de 2014 para presentar las ediciones de fin de semana de CNN Newsroom. Después de varios meses de trabajo independiente, CNN contrató a Lynda Kinkade a tiempo completo en enero de 2015 como presentadora y corresponsal.